# Bangar, La Union
| Barangay                       | Tổng dân số | Tổng dân số |
| Barangay                       | 1/5/2000    | 1/8/2007    |
| BANGAR                         | 31.491      | 33.335      |
| ------------------------------ | ----------- | ----------- |
| Agdeppa                        | 976         | 1.110       |
| Alzate                         | 890         | 1.034       |
| Bangaoilan East                | 953         | 997         |
| Bangaoilan West                | 825         | 890         |
| Barraca                        | 1.168       | 1.158       |
| Cadapli                        | 1.296       | 1.423       |
| Caggao                         | 103         | 141         |
| Consuegra                      | 1.192       | 1.243       |
| General Prim East              | 835         | 849         |
| General Prim West              | 1.300       | 1.466       |
| General Terrero                | 729         | 867         |
| Luzong Norte                   | 1.136       | 1.208       |
| Luzong Sur                     | 906         | 856         |
| Maria Cristina East            | 897         | 847         |
| Maria Cristina West            | 1.064       | 1.081       |
| Mindoro                        | 1.486       | 1.451       |
| Nagsabaran                     | 1.096       | 1.232       |
| Paratong Norte                 | 1.256       | 1.388       |
| Paratong No. 3                 | 913         | 949         |
| Paratong No. 4                 | 722         | 750         |
| Central East No. 1 (Poblacion) | 435         | 503         |
| Central East No. 2 (Poblacion) | 1.088       | 994         |
| Central West No. 1 (Poblacion) | 480         | 527         |
| Central West No. 2 (Poblacion) | 639         | 657         |
| Central West No. 3 (Poblacion) | 612         | 633         |
| Quintarong                     | 1.074       | 1.014       |
| Reyna Regente                  | 875         | 904         |
| Rissing                        | 1.959       | 2.308       |
| San Blas                       | 1.080       | 1.242       |
| San Cristobal                  | 725         | 735         |
| Sinapangan Norte               | 930         | 976         |
| Sinapangan Sur                 | 776         | 778         |
| Ubbog                          | 1.075       | 1.124       |

Bangar là một đô thị hạng 3 ở tỉnh La Union, Philippines. Theo điều tra dân số năm 2015, đô thị này có dân số 35.947 người trong.

## Barangay
Bangar có 33 barangay gồm 10 khu vực bầu cử:
- Khu vực ABCQM
  - Alzate
  - Barraca
  - Caggao
  - Quintarong
  - Mindoro
- Khu vực Ag-Na
  - Agdeppa
  - Nagsabaran
- Khu vực CadaLuSan
  - Cadapli
  - Luzong Norte
  - Luzong Sur
  - San Cristobal
- Khu vực Centro
  - Central East No. 1
  - Central East No. 2
  - Central West No. 1
  - Central West No. 2
  - Central West No. 3
- Khu vực GenPriBa
  - General Prim East
  - General Prim West
  - Bangaoilan East
  - Bangaoilan West
- Khu vực Ma.Cris
  - Maria Cristina East
  - Maria Cristina West
- Khu vực Paratong
  - Paratong Norte
  - Paratong No. 3
  - Paratong No. 4
- Khu vực RUS
  - Reyna Regente
  - Ubbog
  - San Blas
- Khu vực SinapRis
  - Sinapangan Norte
  - Sinapangan Sur
  - Rissing
- Khu vực TerCon
  - General Terrero
  - Consuegra